# Roman Resch
Roman Resch (* 27. Mai 1922 in Krems an der Donau; † 2. Juni 1976) war ein österreichischer Politiker (ÖVP). Resch war Abgeordneter zum Landtag von Niederösterreich und von 1964 bis 1967 Landesrat in der Niederösterreichischen Landesregierung.
Resch absolvierte nach dem Besuch der Volks- und Hauptschule eine Lehre als Maschinenschlosser und besuchte während des Zweiten Weltkriegs zwei Jahre lang eine Maschineningenieurschule. Zwischen 1941 und 1945 leistete er seinen Militärdienst in der Marine ab und trat 1946 in die NEWAG ein. Er war in seinem Betrieb am Aufbau der Betriebsorganisation des ÖAAB beteiligt und wurde 1955 zum Zentralbetriebsratobmann gewählt. Resch vertrat die ÖVP vom 10. März 1960 bis zum 20. Dezember 1967 in Niederösterreichischen Landtag und war zudem vom 19. November 1964 bis zum 20. Dezember 1967 Landesrat in der Niederösterreichischen Landesregierung. 